# ديفيد أرمسترونغ
ديفيد أرمسترونغ (بالإنجليزية: David Malet Armstrong) هو فيلسوف أسترالي عاش في الفترة ما بين 8 تموز/يوليو 1926 - 13 أيار/مايو 2014). اشتهر ديفيد أرمسترونغ بآرائه في مجال ما بعد الطبيعة وفلسفة العقل، كما اشتهر في دفاعه عن علم الوجود المبني على حقائق، وعن المذهب الوظيفي في فلسفة العقل، وهو داخليانيّ فيما يخص نظرية المعرفة، ودافع عن مفهوم منطق الجبرية في القوانين الطبيعية. اختير أرمسترونغ كعضو شرفي أجنبي في الأكاديمية الأمريكية للفنون والعلوم سنة 2008.

## ما وراء الطبيعة

### الكليات
يدافع أرمسترونغ، في ما وراء الطبيعة، عن وجهة النظر القائلة بأن الكليات موجودة (على الرغم من عدم وجود الكليات الأفلاطونية غير المتجسدة). تتطابق هذه الكليات مع الجسيمات الأساسية التي يخبرنا عنها العلم. يصف أرمسترونغ فلسفته بأنها شكل من أشكال الواقعية العلمية.
إن كليات أرمسترونغ «متفرقة»: لن يكون لكل عنصر خاصية مصاحبة، إلا ما يوجبه العلم. لن يتحقق الوجود النهائي للكليات إلا مع استكمال العلوم الفيزيائية. سيكون مفهوم الكتلة تباعًا كليًا (ما لم ينحه الفيزيائيون جانبًا). يدرك أرمسترونغ أننا سنحتاج إلى الإشارة إلى واستخدام الخصائص التي تُعد غير كلية في علم الوجود المتفرق خاصته - على سبيل المثال، القدرة على الإشارة إلى شيء ما كأنه لعبة (من كتاب فيتغنشتاين تحقيقات فلسفية). يقترح أرمسترونغ بعد ذلك وجود علاقة تابعية بين خصائص الدرجة الثانية هذه والكليات الوجودية الأصيلة التي قدمتها لنا الفيزياء.
تتعامل نظرية الكليات لأرمسترونغ مع العلاقات بصفتها غير منطوية على أي صعوبة وجودية، ويمكن التعامل معها بالطريقة نفسها التي تُتناول بها الخصائص غير العلائقية. أثار فريزر ماكبرايد قضية تعامل نظرية أرمسترونغ المتعلقة بالكليات، مع العلاقات ذات الدرجات المتفاوتة. يرى ماكبرايد أنه يمكن أن توجد علاقات يختلف فيها عدد العناصر في العلاقة من حالة إلى أخرى. جاء رد أرمسترونغ تأكيدًا للنظرية التي وصفها بمبدأ الثبات اللحظي، إذ تكون حدة الخصائص جوهرية وثابتة. تصبح العلاقات المعقدة التي يبدو أنها تتحدى المبدأ، وفقًا لأرمسترونغ، غير حقيقية وجوديًا بل خصائص من الدرجة الثانية يمكن اختزالها إلى خصائص أبسط تتبع مبدأ الثبات اللحظي.
يرفض أرمسترونغ اسمية الخصائص ومحاولة مواءمتها ببساطة مع الفئات. يواجه الاسميون مشكلة التطابق: إذا كانت الخصائص مجرد فئات، في عالم أزرقه رطب، ورطبه أزرق، فإن الاسمية الفئوية غير قادرة على التمييز بين خاصية كونها زرقاء وخاصية كونها رطبة. يقدم تشبيهًا للحجة المذكورة في يوثيفرو: القول بأن الإلكترونات هي إلكترونات لأنها جزء من فئة الإلكترونات يخل بالترتيب الصحيح للأمور. فالإلكترونات جزء من فئة الإلكترونات لأنها إلكترونات.
يمكن أيضًا انتقاد الاسمية، من وجهة نظر أرمسترونغ، لأنها تنظر للواقع من خلال نظرية الكتلة. الأشياء لها بنية وأجزاء، وتلك الأجزاء مكونة من جزيئات، تتكون بدورها من ذرات تدخل في علاقة بعضها مع بعض، تتكون الذرات بدورها من جسيمات دون ذرية وهكذا دواليك. يهدد مفهوم الكتلية أيضًا الكليات الأفلاطونية: أصبح تجسيد جزئي لكلي في عالم من الكليات الأفلاطونية مسألة علاقة بين جزئي كتلي ونظيره الكوني في أي مكان آخر (في السماء الأفلاطونية، على سبيل المثال)، بدلًا من وجود علاقة داخلية كعلاقة العنصر الكيميائي بالذرة المكونة له.
يرفض أرمسترونغ كذلك الاسمية التي تنكر وجود الخصائص والعلاقات في الواقع لأنه يقترح أن هذه الأنواع من الاسمية، في إشارة على وجه التحديد إلى ما يسميه الاسمية المبنية على الفئة، والاسمية المبنية على التشابه، تفرض مبادئ أولية تتعلق بالانتماء لفئة أو التشابه. يؤدي هذا التفكير البدائي إلى تراجع شرس لكلا نوعي الاسمية، في نظر أرمسترونغ، وبالتالي تحفيز نظامه القائم على حالات الأمور الذي يوحد الخصائص من خلال افتراض رابط أولي متجسد يقوم على حقيقة وجودية، تسمى حالات الأمور.
يقول أرمسترونغ فيما يتعلق بأصل وجهة نظره حول الكليات، إن وجهة نظره «منطقة غير مستكشفة نسبيًا» لكنه يشير إلى ورقة هيلاري بوتنام لعام 1970 بعنوان «حول الخصائص» بصفتها مقدمة محتملة. يقول أيضًا إن «أفلاطون وأرسطو والواقعيين المدرسيين في أعماله اللاحقة كانوا متقدمين على الفلسفة المعاصرة في هذه المسألة، على الرغم من تأخرهم بسبب التراجع النسبي للعلم والمنهجية العلمية في عصرهم».

### حالات الأمور
تُعد فكرة حالات الأمور («الحقائق» على حد تعبير راسل): في عمله مسودة لميتافيزيقا منهجية إحدى ركائز فلسفة أرمسترونغ، إذ يدّعي أن الحالات هي «الهياكل الأساسية في الواقع». يعني مفهوم حالات الأمور تجسيد الجزئي والكلي: فقد يتمثل مفهوم حالات الأمور في ذرة معينة تحمل بين ثناياها إحدى الكليات (أنها من عنصر معين على سبيل المثال، بافتراض قبول العناصر الكيميائية في النهاية في كليات أرمسترونغ). يجب أن تحتوي الجزئيات في علم الوجود لدى أرمسترونغ على كلية واحدة على الأقل - فكما يرفض الكليات غير المثبتة، فهو أيضًا يرفض «الجزئيات غير المحددة بخصائص».
يرى أرمسترونغ أن حالات الأمور متميزة في علم الوجود لأنها تجاوز مجموع أجزائها. إذا وُجدت علاقة غير متماثلة بين الجزئي a والجزئيb، فإن العلاقة R (المكونة من a وb) تختلف عن R (المكونة من b وa). قد يكون الأمر أن العلاقة R (المكونة من a وb) موجودة في العالم بينما R (المكونة من b وa) غير موجودة. يُجادل أرمسترونغ في أنه من دون حالات الأمور التي تجسد الجزيئات والكليات (ومن بينها العلاقات)، لا يمكننا تفسير حقيقة إحدى الحالات وزيف الحالة الأخرى.

## اقرأ أيضاً
- جيري فودور
- المذهب الوظيفي

## قراءات إضافية
- —— (1960). Berkeley's Theory of Vision. Melbourne University Press. OL:2981233W.
- —— (1961). Perception and the Physical World. Routledge & Kegan Paul. ISBN:978-0-7100-3603-2.
- —— (1962). Bodily Sensations. Routledge & Kegan Paul. OL:5873805M.
- —— (1968). A Materialist Theory of the Mind. Routledge & Kegan Paul. ISBN:978-0-415-10031-1.
- —— (1973). Belief, Truth and Knowledge. Cambridge University Press. ISBN:978-0-521-08706-3.
- —— (1978). Universals and Scientific Realism. Cambridge University Press. ISBN:978-0-521-21741-5.
- —— (1981). The Nature of Mind and Other Essays. Cornell University Press. ISBN:978-0-8014-1353-7.
- —— (1983). What is a Law of Nature?. Cambridge University Press. ISBN:978-0-521-25343-7.
- —— (1989). A Combinatorial Theory of Possibility. Cambridge University Press. ISBN:978-0-521-37427-9.
- —— (1989). Universals: An Opinionated Introduction. Westview Press. ISBN:978-0-8133-0772-5.
- —— (1997). A World of States of Affairs. Cambridge University Press. ISBN:978-0-521-58064-9.
- —— (1999). The Mind-Body Problem: An Opinionated Introduction. Westview Press. ISBN:978-0-8133-9056-7.
- —— (2004). Truth and Truthmakers. Cambridge University Press. ISBN:978-0-521-83832-0.
- —— (2010). Sketch for a Systematic Metaphysics. Oxford University Press. ISBN:978-0-19-959061-2.